# Descente aux World Roller Games 2017
Navigation
WRG 2019
La descente est intégrée à la première édition des World Roller Games. La compétition se déroule entre 32 hommes et 7 femmes le 9 septembre 2017 et 10 septembre 2017. 

## Participants
Les épreuves de descentes voient l'engagement de 32 hommes et de 7 femmes. 
| Pays                             | Hommes | Femmes |
| -------------------------------- | ------ | ------ |
| Italie                           | 8      | 2      |
| France                           | 5      | 2      |
| République démocratique du Congo | 6      | -      |
| Espagne                          | 2      | -      |
| Chine                            | 2      | -      |
| Colombie                         | 2      | -      |
| Inde                             | 2      | -      |
| Allemagne                        | -      | 2      |
| Suisse                           | 1      | -      |
| Chili                            | 1      | -      |
| États-Unis                       | 1      | -      |
| Malaisie                         | 1      | -      |
| Iran                             | 1      | -      |
| Australie                        | -      | 1      |
| Total                            | 32     | 7      |

## Déroulement

### Palmarès
| Médaille | Or            | Argent                        | Bronze             |
| -------- | ------------- | ----------------------------- | ------------------ |
| Femmes   | Émilie Sadoux | Valentina Antonia Börsif Mira | Paciolla Martina   |
| Hommes   | Nicolas Varin | Tussetto Agustin              | Sébastien Rastegar |

## Tableau final
| Rang  | Nation | Or | Argent | Bronze | Total |
| ----- | ------ | -- | ------ | ------ | ----- |
| 1     |        | 2  | -      | 1      | 3     |
| 2     |        | -  | 1      | 1      | 2     |
| 3     |        | -  | 1      | -      | 1     |
| Total | Total  | 2  | 2      | 2      | 6     |